# Сахалинский янтарь

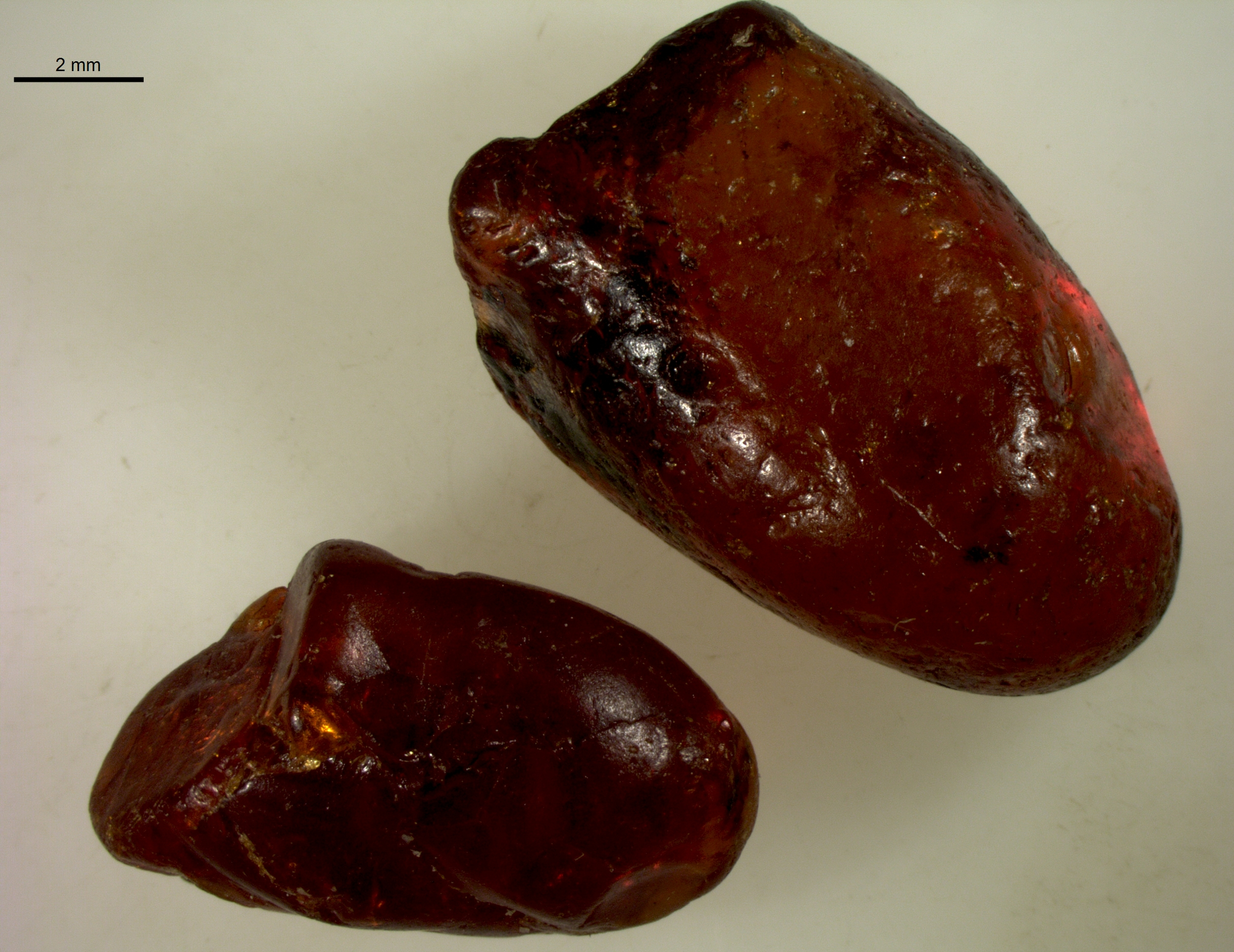
Образцы сахалинского янтаря

Сахалинский янтарь — ископаемая смола кайнозойского возраста, которая происходит с острова Сахалин. Основное месторождение янтаря расположено на берегу Охотского моря, недалеко от устья реки Найба и села Стародубское. В настоящее время датируется эоценом. В сахалинском янтаре найдено более 800 инклюзов, таких как насекомые и паукообразные. В процессе диагенеза сахалинский янтарь подвергся воздействию высоких температур, из-за чего тела многих сохранившихся в нём членистоногих деформированы и заполнены изнутри смолой, что снижает их контрастность и затрудняет изучение.